# Engen (stacja kolejowa)
Engen (niem: Bahnhof Engen) – stacja kolejowa w Engen, w kraju związkowym Badenia-Wirtembergia, w Niemczech. Według DB Station&Service ma kategorię 4. Znajduje się na linii Offenburg – Singen.

## Położenie
Stacja znajduje się kilkaset metrów na północ od centrum miasta Engen, dziesięciotysięcznego miasta na południu Badenii-Wirtembergii.

## Linie kolejowe
- Linia Offenburg – Singen - linia zelektryfikowana

## Połączenia
| Trasa | Trasa | Takt        |
| ----- | --- | ----------- |
| RE    | Karlsruhe Hbf – Baden-Baden – Achern – Offenburg – Villingen (Schwarzw) – Engen – Singen (Hohentwiel) – Konstanz      | godzinny    |
| RE    | Stuttgart Hbf – Böblingen – Herrenberg – Eutingen im Gäu – Horb – Rottweil – Tuttlingen – Engen – Singen (Hohentwiel) | dwugodzinny |
| R     | Engen – Mühlhausen (b Engen) – Singen (Hohentwiel) – Radolfzell – Allensbach – Konstanz                               | co 30 min   |